# Carles Maria de Nicolau i Iglésies
Carles Maria de Nicolau i Iglésies (Salamanca, 1819 - Vinyols i els Arcs, 23 de març de 1903) va ser un militar català de la família ennoblida dels Nicolau.

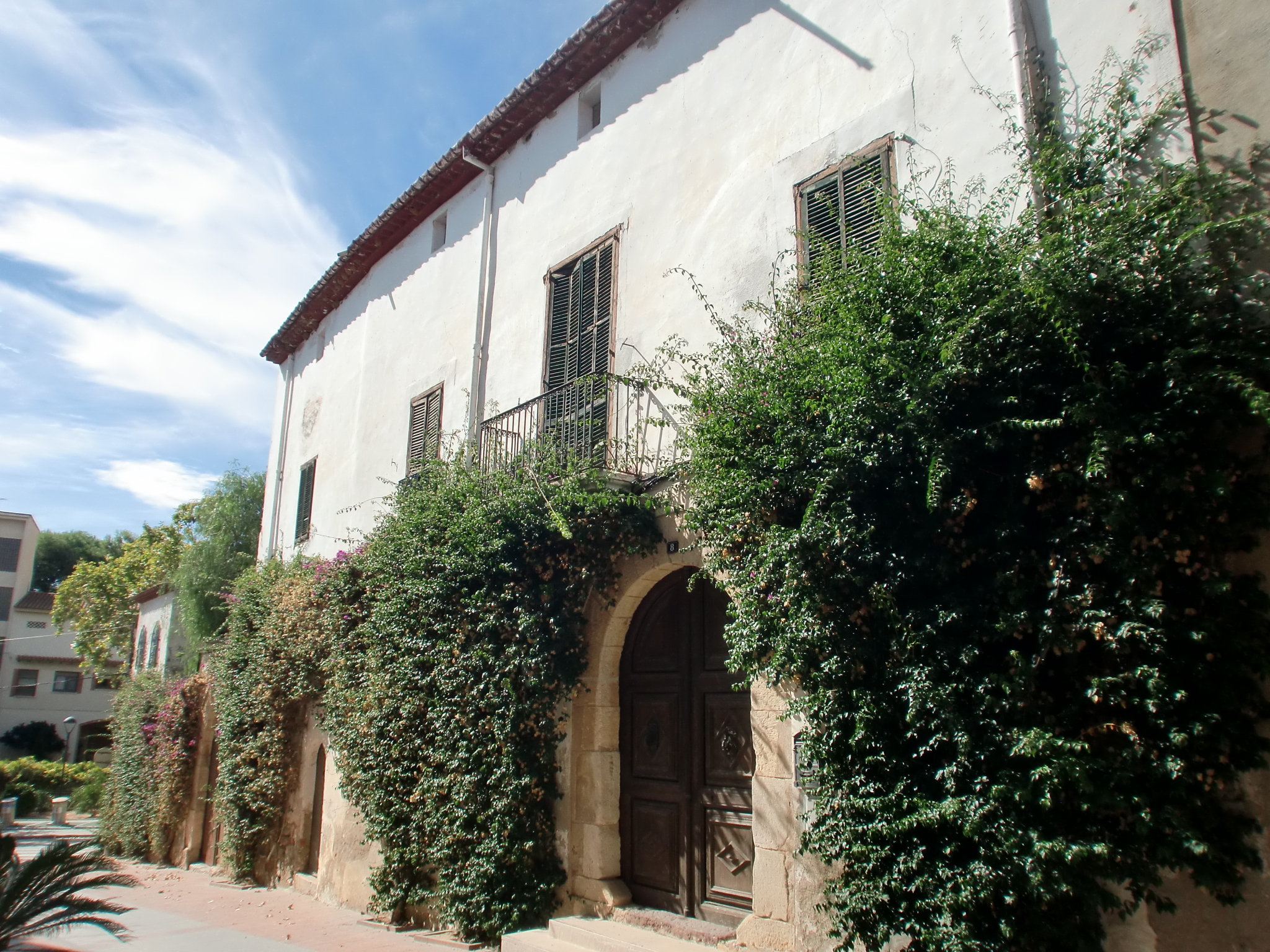
Cal Nicolau (Vinyols)

Fill del també militar Antoni de Nicolau i de Folch i de Josepa Iglésies, filla de Josep Iglésies, baró de Biosca, va néixer a Salamanca on el seu pare hi era destinat. Atret per la carrera de les armes, va iniciar-se com a cadet d'infanteria el 1833. Del 1834 al 1838 va participar en accions militars al País Basc i Navarra durant la Primera Guerra Carlina. L'any 1839 va tornar a Vinyols on la seva família tenia la casa pairal, cal Nicolau, per a recuperar-se d'una ferida de guerra. El 1840, donat d'alta, va ser destacat a Navarra per perseguir les últimes partides carlines. El 1841 passà a la guarnició de Pamplona i el 1842 i 1843 va estar amb el seu regiment a Badajoz, Talavera i Sevilla. Va estar també de guarnició a Barcelona i a Tarragona, on va patir un mes de presó al Fort Reial a causa de la seva actuació com a vocal en un consell de guerra seguit contra un soldat que havia desertat. El 1848 va deixar la guarnició de Tarragona per sortir en persecució de les partides dels capitostos Josep Borges, Arbonès i Ramonet, que operaven durant la Segona guerra carlina pel Camp de Tarragona. A inicis de 1849 va participar en les accions militars de Selma i del Pla de Manlleu, que li van fer guanyar la Creu de Sant Ferran de primera classe. El 1850 va comandar la guarnició de Reus, i del 1851 al 1854 la de Saragossa. El 1856 va ser nomenat ajudant de camp del Capità General de Burgos i el 1857 del de Navarra. El 1859 va marxar a la Guerra d'Àfrica on va intervenir en nombroses accions: el 1860 es troba a la batalla de Castillejos, Las Lagunas, Monte Negrón i Cabo Negro, que li van suposar l'ascens a tinent coronel. Va participar també a les batalles de Tetuan i Wad-Ras. Va deixar Àfrica i va passar a l'Aragó a les ordres de Luis García y Miguel, amb el qual anà a Catalunya quan aquest va ser nomenat Capità general. Al morir Luis García va ser destinat a Màlaga, a Lleida, a Tortosa i a Reus. Després de diverses destinacions, el 1872 es va fer càrrec del Regiment d'Infanteria de Sevilla, amb el qual va actuar contra els carlins a la Tercera guerra carlina. La seva actuació li valgué l'ascens a brigadier. Després d'ocupar càrrecs a la Capitania general de Catalunya i del País Basc, del 1879 al 1884 va ser governador militar de Girona, i després de Saragossa. El 1886 va ser nomenat Capità General de Navarra, càrrec que va mantenir fins al 1891, quan passà a la reserva. Va fixar la seva residència a Vinyols, on va morir. Va ser enterrat a l'església de Santa Caterina d'aquell poble.
A més de la Creu de Sant Ferran, se li van concedir les creus de l'Orde de Sant Hermenegild i d'Isabel la Catòlica, a més de diverses medalles. Va ser comanador del Reial i Distingit Orde Espanyol de Carles III.